# Kowloon Motor Bus Football Club
Maillots
Le Kowloon Motor Bus Football Club (en chinois : 九龍巴士足球隊), plus couramment abrégé en Kowloon Motor Bus, est un ancien club hongkongais de football fondé en 1947 et disparu en 1981, et basé à Kowloon, quartier de Hong Kong.

## Histoire
Le club est créé en 1947 et s'inscrit rapidement en Championnat national lors de la saison 1947-1948, terminée à la troisième place. Surnommé Atomic Bus, l'équipe obtient deux titres de champions, en 1954 et en 1967. La meilleure période du club a lieu durant les années 1950 et 1960 quand la rivalité South China-Kowloon Motor Bus est une des affiches les plus suivies du championnat hongkongais. En 1970-1971, la formation de Kowloon aurait dû subir pour la première fois la relégation mais ne descend pas en deuxième division, à la suite du retrait de Jardines SA du championnat pour la saison suivante. Kowloon Motor Bus est relégué deux saisons plus tard et ne retrouve l'élite qu'en 1977. C'est la dernière saison de Motor Bus parmi l'élite puisque le club redescend dès la fin de l'exercice et disparaît en 1981.
Au niveau continental, le titre de champion remporté en 1967 a permis au club de participer à la Coupe d'Asie des clubs champions 1969 disputée au mois de janvier à Bangkok en Thaïlande. Versé dans le groupe B en compagnie du Maccabi Tel Aviv (futur vainqueur de la compétition), des Iraniens de Persepolis FC, de Perak FA (Malaisie) et des Japonais de Toyo Kogyo, Kowloon Motor Bus termine dernier de sa poule après avoir perdu ses quatre matchs disputés, marquant seulement deux buts face à Perak FA et en encaissant seize.

## Palmarès
| Compétitions nationales |
| --- |
| - Championnat de Hong Kong (2) : - Champion : 1953-54 et 1966-67. - Vice-champion : 1948-49, 1949-50, 1950-51, 1957-58 et 1958-59. - Championnat de Hong Kong D2 (1) : - Champion : 1975-76. |